# Епархия Дундо
Епархия Дундо (лат. Dioecesis Dundensis) — епархия Римско-Католической церкви с центром в городе Дундо, Ангола. Епархия Дундо входит в митрополию Сауримо. Кафедральным собором епархии Дундо является церковь Непорочного Зачатия Пресвятой Девы Марии.

## История
9 ноября 2001 года Римский папа Иоанн Павел II издал буллу «Angoliae evangelizandae», которой учредил епархию Дундо, выделив её из епархии Сауримо (сегодня — Архиепархия Сауримо).. В этот же день епархия епархия Дундо в митрополию Луанды.
12 апреля 2011 года епархия Дундо вошла в митрополию Сауримо.

## Ординарии епархии
- епископ Joaquim Ferreira Lopes O.F.M.Cap.[1] (9.11.2001 — 6.06.2007) — назначен епископом Вианы;
- епископ José Manuel Imbamba (6.10.2008 — 12.04.2011) — назначен архиепископом Сауримо;
- епископ Estanislau Marques Chindekasse S.V.D. (22.12.2012 — по настоящее время).

## Источник
- Annuario Pontificio, Libreria Editrice Vaticana, Città del Vaticano, 2010, ISBN 88-209-7422-3
- Булла Angoliae evangelizandae  (лат.)